# Henry Anglade
Henry Anglade (født 6. juli 1933 i Thionville, død 10. november 2022) var en fransk cykelrytter. I 1959 var han tæt på til at vinde Tour de France, da han kom på en andenplads, 4:01 efter vinderen Federico Bahamontes. I 1960 var han i den gule førertrøje i 2 dage.

## Tour de France
- 1957 – 28. plads
- 1958 – 17. plads
- 1959 – 2. plads; vinder 13. etape
- 1960 – 8. plads
- 1961 – 18. plads
- 1962 – 12. plads
- 1963 – 11. plads
- 1964 – 4. plads
- 1965 – 4. plads
- 1967 – udgik